# Tour of Almaty
Tour of Almaty er et etapeløb i landevejscykling, som er blevet arrangeret siden 2013. Det bliver arrangeret i Kasakhstans største by Almaty af den tidligere professionelle cykelrytter Aleksandr Vinokurov.

## Vindere
| År   | Vinder           | Toer               | Treer            |
| ---- | ---------------- | ------------------ | ---------------- |
| 2013 | Maksim Iglinskij | Sonny Colbrelli    | Ruslan Tleubajev |
| 2014 | Aleksej Lutsenko | Sergej Tjernetskij | Sergej Lagutin   |
| 2015 | Aleksej Lutsenko | Fabio Aru          | Pavel Kotjetkov  |
| 2016 | Aleksej Lutsenko | Mauro Finetto      | Roman Majkin     |
| 2017 | Aleksej Lutsenko | Rémy Di Grégorio   | Jakob Fuglsang   |
| 2018 | Davide Villella  | Simon Pellaud      | Pierpaolo Ficara |
| 2019 | Jurij Natarov    | Aleksandr Vlasov   | Danilo Celano    |